# Sainte-Barbe, Moselle
Sainte-Barbe là một xã trong vùng Grand Est, thuộc tỉnh Moselle, quận Metz-Campagne, tổng Vigy. Tọa độ địa lý của xã là 49° 09' vĩ độ bắc, 06° 18' kinh độ đông. Sainte-Barbe nằm trên độ cao trung bình là m mét trên mực nước biển, có điểm thấp nhất là 225 mét và điểm cao nhất là 318 mét. Xã có diện tích 13,84 km², dân số vào thời điểm 2005 là 717 người; mật độ dân số là 52 người/km².

## Thông tin nhân khẩu
| 1962 | 1968 | 1975 | 1982 | 1990 | 1999 |
| ---- | ---- | ---- | ---- | ---- | ---- |
| 268  | 269  | 302  | 403  | 525  | 672  |